# Vierge à l'Enfant avec saint François
La Vierge à l'Enfant avec saint François ou la Vierge de saint François est une peinture réalisée en 1514-1515 par  Le Corrège, œuvre  conservée à la Gemäldegalerie Alte Meister de Dresde, en Allemagne. 

## Description
L'œuvre montre suivant le principe iconographique de la Conversation sacrée ,  la Vierge à l'Enfant trônant, entourée de François d'Assise, avec ses stigmates, se prosternant devant elle dans le principe de l'intercession de la Vierge, promue par les franciscains après la définition du dogme de l'Immaculée Conception en 1473. Derrière saint François on reconnait saint Antoine de Padoue , tandis que sur la droite se trouve sainte Catherine d'Alexandrie et saint Jean-Baptiste tous reconnaissables à leurs attributs. Sur la base du trône de la Vierge, on aperçoit, soutenue par deux putti  une grisaille ovale représentant Moïse portant les tables de la loi. L'œuvre porte la signature du peintre « Antonivs de Alegri F. [ecit] » gravée en cartellino sur le flanc de la roue du martyre de sainte Catherine placée sous un de ses pieds. 

## Histoire
Le contrat de l'œuvre (première grande commande passée au Corrège) est signé par l'artiste le 30 août 1514, avec le consentement de son père et du frère Girolamo Cattania, gardien du couvent franciscain de la ville de Correggio, en Émilie-Romagne, dont l'église était dédiée à saint François. L'œuvre de grande taille (299 × 245 cm) était probablement conçue pour être placé en retable sur le maître-autel de l'église du couvent, lieu de sépultures des membres de la famille Da Correggio. Le peintre est payé le 4 avril 1515, prouvant avec quelle célérité il l'a produite. Ces deux documents constituent la première preuve écrite de la carrière de l'artiste. 
Juste avant 1638, le tableau est confisqué par François Ier d'Este et est emmené au Palazzo Ducale de Modène, où il est accroché aux côtés de cinq autres tableaux du Corrège saisis sur le territoire du duché. En 1746, François III de Modène, appauvri, tente de lever des fonds en vendant les cent œuvres les plus célèbres de la Galleria Estense, dont les six Corrège, à Auguste III de Saxe.